# Economie de piață
Economia de piață este sistemul economic în care deciziile ce privesc producția și distribuția de bunuri se bazează pe interacțiunea dintre cerere și ofertă, care determină prețurile bunurilor și serviciilor. Principala caracteristică definitorie a economiei de piață este că deciziile de investiții, sunt în mare parte realizate prin intermediul piețelor financiare și de capital. Acest lucru este în contrast cu o economie planificată, unde investițiile și deciziile de producție sunt cuprinse într-un plan integrat de producție stabilit de către un stat sau de un alt organism care controlează factorii de producție.
Economiile de piață pot varia de la sisteme de piață liberă la diverse sisteme de piețe reglementate sau variante protecționiste. În realitate, piețele libere nu există în formă pură, deoarece toate societățile și guvernele le reglementează într-o oarecare măsură. Momentan există diferite păreri legate de cât de puternic ar trebui să fie rolul guvernului atât în ghidarea economiilor de piață, cât și în reglarea inegalităților pe care piața le produce în mod natural. În majoritatea economiilor de piață guvernul intervine într-o oarecare măsură în direcționarea și planificarea activității economice, și sunt așadar clasificate ca fiind economii mixte. Termenul de piață liberă este uneori folosit ca sinonim cu economie de piață.
Economia de piață nu presupune în mod direct existența în mâini private a mijloacelor de producție. O economie de piață poate de asemenea să includă diferite tipuri de cooperative, colective, sau agenții autonome de stat care achiziționează și schimbă diverse bunuri pe piața economică. Toate acestea utilizează un preț liber ce este determinat de piață pentru a aloca bunuri de capital și forță de muncă. În plus, există mai multe variante de socialism de piață, dintre care unele implică întreprinderi deținute de angajați ce sunt bazate pe un sistem de auto-gestionare, precum și modele care implică o combinație de proprietate publică a mijloacelor de producție cu factori de piață.

## Caracteristici
Economia de piață este sistemul social al diviziunii muncii bazat pe proprietatea privată asupra mijloacelor de producție. Este un sistem cooperativ în care fiecare individ se integrează din și în vederea propriului interes. Statul nu intervine în acțiunile ce fac obiectul pieței. În viziunea lui Ludwig von Mises, virtuțile economiei de piață sunt: 
1. se sprijină pe proprietatea privată,
2. suveranitatea consumatorului (esența capitalismului este dată de punerea producției economice la dispoziția consumatorului),
3. capitalismul, prin sistemul concurenței sociale își asigură proprii stimului (concurența catalactică),
4. așază libertatea la baza edificiului economic și social (individul este în măsură să aleagă felul în care dorește să se integreze în ansamblul societății, libertatea economică include și libertatea de a greși),
5. face din profit și urmărirea acestuia de către întreprinzător o forță motrice perpetuă,
6. își asigură dinamica și vitalitatea printr-un permanent proces de selecție.

Piața nu înseamna un loc, ci “un proces, modul în care, prin vânzare și cumpărare, prin producție și consum, indivizii contribuie la mersul de ansamblu al societății” (Ludwig von Mises, "Capitalismul și dusmanii săi").
O viziune opusă lui Mises este cea a lui Karl Marx.

## Capitalismul
În general, capitalismul se referă la un sistem economic în care mijloacele de producție sunt în mare măsură sau în întregime în proprietate privată și operate pentru obținerea de profit, structurat pe procesul de acumulare de capital. În sistemele capitaliste, investițiile, distribuirea veniturilor și prețurile sunt stabilite de către piețe, care sunt fie reglementate ori libere.
Diferite variante de capitalism există, ale căror piețe au diferite caracteristici. În variantele de capitalism de tipul laissez-faire și piață liberă, piețele sunt larg utilizate, având un nivel minim de intervenție al statului asupra prețurilor și furnizării de bunuri și servicii. În tipurile de capitalism de tip intervenționist, capitalism de bunăstare socială (eng. welfare capitalism) și economiile mixte, piețele continuă să joace un rol dominant, dar sunt reglementate într-o anumită măsură de către guvern în scopul de a corecta eșecurile pieței sau pentru a promova bunăstarea socială. În sisteme de capitalism de stat, piețele sunt folosite cel mai puțin, iar statul se bazează puternic pe planificare economică indicativă și întreprinderi de stat pentru a acumula capital.

## Socialism de piață
Socialismul de piață se referă la diferite tipuri de sisteme economice în care capacitățile de producție și instituțiile economice dominante sunt deținute de stat sau sub formă de cooperativă, dar sunt operate conform principiului de cerere și ofertă. Acest tip de economie de piață își are originea în studiile de economie clasică ale lui Adam Smith, socialiștii ricardieni și filozofii mutualiști.
Aspectul care distinge între socialism fără piață și socialism de piață este existența pieței pentru factorii de producție și criteriul profitului pentru întreprinderi. Profiturile obținute de la companiile deținute de stat pot fi re-investite în mai multă producție, pot fi folosite pentru a finanța guvernul și programele sociale, sau pot fi distribuite la publicul larg prin dividende.